# Phthiria freyi
Phthiria freyi är en tvåvingeart som beskrevs av Baez 1985. Phthiria freyi ingår i släktet Phthiria och familjen svävflugor. Inga underarter finns listade i Catalogue of Life.